# Ahlem Azzabi
Ahlem Azzabi – tunezyjska judoczka.
Uczestniczka mistrzostw świata w 2003. Startowała w Pucharze Świata w 2003. Brązowa medalistka mistrzostw Afryki w 2000. Mistrzyni świata juniorów w 2002 roku.